# Werner Schurrmann
Werner Schurrmann (* 10. Februar 1926), ein ehemaliger deutscher Fußballspieler, der in Brieske-Senftenberg von 1949 bis 1956 Erstligafußball bestritten hatte.

## Sportliche Laufbahn
Die Betriebssportgemeinschaft (BSG) „Franz Mehring“ Marga wurde 1949 Vizemeister der  Fußball-Landesklasse Brandenburg. Zum Spieleraufgebot gehörte auch der 23-jährige Stürmer Werner Schurrmann. Als Brandenburger Vizemeister nahm die Mannschaft mit Schurrmann an der Fußball-Ostzonenmeisterschaft 1949 teil, schied aber bereits nach zwei Spielen aus. Gleichzeitig qualifizierte man sich für die Teilnahme an der Fußball-Liga des Deutschen Sportausschusses, die erstmals 1949/50 als höchste ostdeutsche Spielklasse ausgetragen wurde.
In den 26 ausgetragenen Spielen wurde Werner Schurrmann 20-mal eingesetzt und wurde hauptsächlich im Mittelfeld aufgeboten. Zur Saison 1950/51 nannte sich die BSG in Aktivist Brieske-Ost nach dem beheimateten Ortsteil von Senftenberg Brieske um, und nach der Gründung der DDR wurde die DS-Liga in DDR-Oberliga umbenannt. Schurrmann war in dieser und den folgenden beiden Spielzeiten als Mittelfeldspieler gesetzt und verpasste von den 102 ausgetragenen Spielen lediglich vier Begegnungen. War er 1949/50 noch torlos gewesen, war er nun in allen drei Spielzeiten mit insgesamt zehn Toren erfolgreich. Danach erlitt Schurmanns Karriere einen Bruch. 1953/54 kam er nur in der Rückrunde auf sieben Einsätze. Auch 1954/55, als die BSG in den Sportclub Aktivist Brieske-Senftenberg umgewandelt wurde, spielte er ebenfalls nur siebenmal in der Oberliga und kam nur unregelmäßig zum Einsatz. Im Herbst 1955 wurde der DDR-Fußball nach sowjetischem Vorbild  auf die Kalenderjahr-Saison umgestellt, dazu wurden in der Oberliga zwischen August und Dezember 13 Spiele ausgetragen. Dort fand Schurrmann seine alte Form zurück, bestritt zwölf Begegnungen und erzielte drei Tore. Auch 1956 schien es zunächst, als könnte Schurrmann wieder seinen Platz im Mittelfeld behaupten, doch nach zehn Spieltagen fiel er erneut aus und kam danach nur sporadisch zu weiteren drei Einsätzen. Danach gab er im Alter von 30 Jahren seine Laufbahn als Leistungsfußballer auf. Innerhalb von acht Spielzeiten in der DS/Oberliga war er auf 157 Einsätze und 14 Tore gekommen.